# 黄维彬 (1943年)
黄维彬（1943年9月—），男，云南通海人，中国政治人物，曾任云南省人大常委会副主任。

## 生平
1962年至1967年，在云南大学化学系学习。1967年在保山地区参加工作，历任技术员、副厂长，云锡公司中试所工程师、冶金研究室主任等职。1983年起，历任个旧市委副书记、代理市长、市长、市委书记等职。1988年至1993年，担任红河州副州长。1993年至1996年，担任云南省计划委员会主任。1996年至2001年，历任中共云南省委组织部副部长、部长。2001年2月，在云南省第九届人民代表大会第四次会议上增选为云南省人大常委会副主任。
2004年5月24日，澜沧拉祜族自治县第十二届人大常委会第九次会议依法罢免了黄维彬的云南省第十届人大代表职务，根据《全国人民代表大会和地方各级人民代表大会选举法》第四十八条的规定，黄维彬的云南省第十届人大常委会副主任职务相应撤销。公告只字未提撤职的真实原因。据知情人士透露：2003年8月初，云南省烟草公司副总经理魏剑被中纪委“双规”后，协助调查黄维彬的问题。随后便不断传出魏剑在帮助黄维彬的儿子黄炜等人做卷烟商标防伪膜生意过程中，收受贿赂80万元的消息。